# 森野泰明
森野 泰明（もりの たいめい、1934年2月8日 - ）は、日本の陶芸家。社団法人日展理事などを歴任した。公益社団法人日展顧問、京都工芸美術作家協会顧問、日本芸術院会員、文化功労者。勲等は旭日中綬章。本名は森野 泰明（もりの ひろあき）。

## 来歴
京焼きの陶芸家の森野嘉光の子として誕生し京都府で育つ。
京都市立美術大学（現・京都市立芸術大学）陶磁器科、同大学専攻科卒。

### 陶芸家として
1957年日展初入選。1960年日展特選・北斗賞受賞。1962年よりシカゴ大学で陶芸を講じる。1968年日本現代工芸美術展会員賞外務大臣賞受賞。1969年日展会員。1983年日本新工芸展で文部大臣賞受賞。1996年京都府文化賞功労賞受賞。1999年京都市文化功労者。2007年扁壺「大地」で日本芸術院賞受賞。2010年日本芸術院会員、日本陶磁協会賞金賞受賞。2015年京都府文化賞特別功労賞受賞。2019年旭日中綬章受章。2021年文化功労者。

## 著書
- 『陶 The best selections of contemporary ceramics in Japan vol.65.森野泰明 1958-1992』京都書院、1993

## 関連書籍
- 『現代の陶芸 第16巻』講談社、1977
- 『日本の陶磁 現代篇 第7巻』中央公論社、1993

## 参考
- デジタル版日本人名大事典: